# Liste des sites mégalithiques en Allemagne
Cette liste non exhaustive, recense les sites mégalithiques encore visibles en Allemagne.

## Cartographie
Localisation des principaux sites mégalithiques en Allemagne
| Carte des Mégalithes en Allemagne · Bierberg · Beesewege · Bornsen · Bretsch · Diesdorf · Gehrden · Haldensleben · Körbelitz · Langeneichstädt · Leetze · Lüdelsen · Mehmke · Schadewohl · Tangeln · Lancken-Granitz · Goldbusch · Domsühl · Everstorfer Forst · Kruckow · Liepen · Mechelsdorf · Forst Poggendorf · Pustow · Sassen · Degernau · Heidenstein · Calden · Züschen · Ahlhorner · Altenmedingen · Baccum · Schieringer Forst · Dohnsen · Glaner Braut · Groß Berßen · Kleinenknetener Steine · Sieben Steinhäuser · Oldendorfer Totenstatt · Westerwanna · Teufelssteine · Hiddingsen · Dedelow · Mellen · Waabs-Karlsminde · Asperg · Denghoog · Harhoog |

## Liste par Land

### Bade-Wurtemberg
voir aussi l'article allemand sur la Liste des sites mégalithiques dans le Bade-Wurtemberg (de)
| Nom du site       | Type          | Observation | Image                   |
| ----------------- | ------------- | ----------- | ----------------------- |
| Degernau          | Dolmen        | [ 1 ]       |                         |
| Chindlistein      | Menhir        |             | Chindlistein            |
| Degernau          | Menhir        |             | Menhir de Degernau      |
| Heidenstein (de)  | Pierre percée |             |                         |
| Hunnenstein       | Menhir        |             | Hunnenstein             |
| Nöggenschwiel     | Menhir        |             | Menhir de Nöggenschwiel |
| Tumulus de Asperg | Tumulus       |             |                         |

### Basse-Saxe
Voir aussi l'article allemand sur la Liste des sites mégalithiques en Basse-Saxe (de)
| Nom du site                 | Type           | Observation | Image |
| --------------------------- | -------------- | ----------- | ----- |
| Ahlhorner (de)              | Allée couverte |             |       |
| Altenmedingen (de)          | Dolmen         |             |       |
| Baccum (de)                 | Dolmen         |             |       |
| Schieringer Forst (de)      | Dolmen         |             |       |
| Allées couvertes de Dohnsen | Allée couverte |             |       |
| Glaner Braut (de)           | Dolmen         |             |       |
| Groß Berßen (de)            | Allée couverte |             |       |
| Kleinenknetener Steine (de) | Dolmen         |             |       |
| Sieben Steinhäuser          | Dolmen         |             |       |
| Oldendorfer Totenstatt (de) | Tumulus        |             |       |
| Westerwanna (de)            | Dolmen         |             |       |

### Brandebourg
Voir aussi l'article allemand sur la Liste des sites mégalithiques dans le Brandebourg (de)
| Nom du site  | Type   | Observation | Image |
| ------------ | ------ | ----------- | ----- |
| Dedelow (de) | Dolmen |             |       |
| Mellen (de)  | Dolmen |             |       |

### Hesse
Voir aussi l'article allemand sur la Liste des sites mégalithiques dans le Hesse (de)
| Nom du site  | Type           | Observation | Image              |
| ------------ | -------------- | ----------- | ------------------ |
| Calden (de)  | Allée couverte |             |                    |
| Züschen (de) | Allée couverte |             |                    |
| Alsbach      | Menhir         |             | Menhir d'Alsbach   |
| Bürstadt     | Menhir         |             | Menhir de Bürstadt |
| Kindstein    | Menhir         |             | Kindstein          |
| Werkel       | Menhir         |             | Menhir de Werkel   |

### Mecklembourg-Poméranie-Occidentale
Voir aussi l'article allemand sur la Liste des sites mégalithiques en Poméranie occidentale (de)
| Nom du site            | Type   | Observation | Image |
| ---------------------- | ------ | ----------- | ----- |
| Lancken-Granitz        | Dolmen |             |       |
| Goldbusch (de)         | Dolmen |             |       |
| Domsühl (de)           | Dolmen |             |       |
| Everstorfer Forst (de) | Dolmen |             |       |
| Kruckow (de)           | Dolmen |             |       |
| Liepen (de)            | Dolmen |             |       |
| Mechelsdorf (de)       | Dolmen |             |       |
| Forst Poggendorf (de)  | Dolmen |             |       |
| Pustow (de)            | Dolmen |             |       |
| Sassen (de)            | Dolmen |             |       |

### Rhénanie-du-Nord-Westphalie
Voir aussi l'article allemand sur la Liste des sites mégalithiques en Rhénanie-du-Nord-Westphalie (de)
| Nom du site     | Type           | Observation | Image |
| --------------- | -------------- | ----------- | ----- |
| Heiden (de)     | Dolmen         |             |       |
| Hiddingsen (de) | Allée couverte |             |       |

### Rhénanie-Palatinat
| Nom du site     | Type   | Observation | Image                   |
| --------------- | ------ | ----------- | ----------------------- |
| Fraubillenkreuz | Menhir |             | Fraubillenkreuz         |
| Langenstein     | Menhir |             | Langenstein             |
| Pirmasens       | Menhir |             | Menhir de Pirmasens     |
| Schönberg       | Menhir |             | Menhir de Schönberg (1) |
| Schönberg       | Menhir |             | Menhir de Schönberg (2) |
| Selzen          | Menhir |             | Menhir de Selzen        |
| Thomm           | Menhir |             | Menhir de Thomm         |

### Saxe
| Nom du site | Type   | Observation | Image                |
| ----------- | ------ | ----------- | -------------------- |
| Steudten    | Menhir |             | Menhir de Steudten   |
| Zschoppach  | Menhir |             | Menhir de Zschoppach |

### Saxe-Anhalt
Voir aussi l'article allemand sur la Liste des sites mégalithiques en Saxe-Anhalt (de)
| Nom du site          | Type             | Observation | Image              |
| -------------------- | ---------------- | ----------- | ------------------ |
| Beesewege (de)       | Dolmen           |             |                    |
| Bornsen (de)         | Dolmen           |             |                    |
| Bretsch (de)         | Dolmen           |             |                    |
| Diesdorf (de)        | Dolmen           |             |                    |
| Eilsleben            | Menhir           |             | Menhir d'Eilsleben |
| Feldpredigerstein    | Menhir           |             | Feldpredigerstein  |
| Gehrden (de)         | Dolmen           |             |                    |
| Bierberg (de)        | Dolmen           |             |                    |
| Haldensleben         | Dolmen et menhir |             |                    |
| Körbelitz (de)       | Dolmen           |             |                    |
| Langeneichstädt (de) | Dolmen           |             |                    |
| Leetze (de)          | Dolmen           |             |                    |
| Mehmke (de)          | Dolmen           |             |                    |
| Saubach              | Menhir           |             | Menhir de Saubach  |
| Schadewohl (de)      | Dolmen           |             |                    |
| Tangeln (de)         | Dolmen           |             |                    |

### Schleswig-Holstein
| Nom du site                                                                 | Type           | Observation | Image |
| --------------------------------------------------------------------------- | -------------- | ----------- | ----- |
| Tumulus de Waabs-Karlsminde, et dolmen de Langholz, sur la commune de Waabs | Tumulus        |             |       |
| Denghoog                                                                    | Tumulus        |             |       |
| Harhoog                                                                     | Allée couverte |             |       |

### Thuringe
| Nom du site | Type   | Observation | Image               |
| ----------- | ------ | ----------- | ------------------- |
| Feldengel   | Menhir |             | Menhir de Feldengel |
| Nohra       | Menhir |             | Menhir de Nohra     |